# 永定门外街道
39°51′51″N 116°24′07″E / 39.8643°N 116.4020°E
永定门外街道是北京市东城区南部的一个街道，1958年设。
面积3.33平方千米，人口8.21万人（2006年末）。

## 社区
- 彭庄社区
- 中海紫苑社区
- 百荣嘉园社区
- 管村社区
- 桃园社区
- 民主北街社区
- 琉璃井社区
- 桃杨路社区
- 杨家园社区
- 李村社区
- 宝华里社区
- 定安里社区
- 安乐林社区
- 景泰社区
- 永铁苑社区
- 天天家园社区
- 富莱茵社区
- 革新西里社区
- 革新里社区
- 望坛新苑社区

## 名胜
- 燕墩